# Norwood-Operation

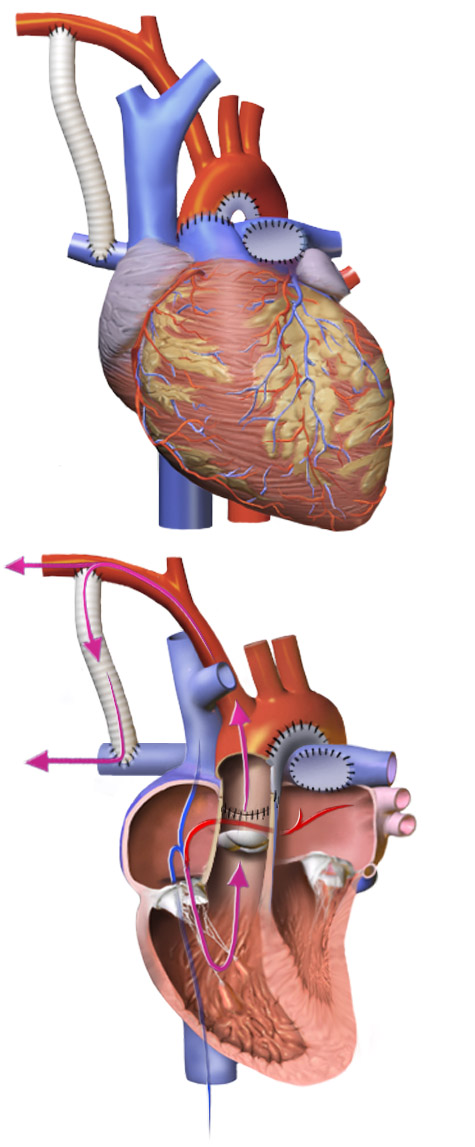
Norwood-Operation

Die Norwood-Operation ist ein dreistufiges Operationsverfahren typischerweise für Kinder mit einem hypoplastischen Linksherz-Syndrom oder Double inlet left ventricle. Dabei ist die Ausgangslage eine starke Unterentwicklung des linken Herzens mit Stenose/Verschluss von Aorten- und/oder Mitralklappe und der Unterentwicklung des Anfangsteils der Aorta (der großen Körperschlagader bzw. Hauptschlagader) mit einer Aortenisthmusstenose hinter dem Aortenbogen.
- Norwood-Stufe 1 (In den ersten Lebenstagen oder -wochen)
Der Stamm der Arteria pulmonalis (der Truncus pulmonalis) wird vom Herzen abgetrennt. Der Ductus arteriosus (die vorgeburtliche Verbindung zwischen Aorta und A. pulmonalis) wird durchtrennt. Die verkümmerte Aorta wird im ganzen Bogen bis über die Aortenisthmusstenose aufgeschnitten und mit Hilfe eines Patches (Flickens) erweitert und an der Wurzel mit dem Stamm der Lungenschlagader verbunden. Um den Lungen venöses Blut zur Oxygenierung zuzuführen, wird ein Shunt (Kunststoffröhrchen) zwischen einem Ast der Aorta und der A. pulmonalis implantiert (Blalock-Taussig-Anastomose). Danach ist die Durchblutung der Lungenschlagadern und der Hauptschlagader gewährleistet, aber die Kinder haben eine Zyanose, weil sich arterielles und venöses Blut mischen.
- Norwood-Stufe 2 (etwa zwei bis drei Monate später)
Die obere Hohlvene wird durchtrennt und von beiden Seiten an die Lungenschlagader angeschlossen. Der Shunt zwischen Aorta und A. pulmonalis wird entfernt. In den rechten Vorhof wird ein Flicken eingenäht, der zunächst verhindert, dass das Blut aus der unteren Hohlvene auch in die Lunge fließt. Dieser Zustand wird auch Glenn-Anastomose oder Hemi-Fontan genannt. Mit dieser Operation wird die rechte Herzkammer entlastet, indem das sauerstoffarme Blut aus der oberen Körperhälfte direkt in die Lunge fließt. In der Lunge fließt kein Mischblut mehr und nur noch ein Teil des sauerstoffarmen Blutes aus der unteren Körperhälfte mischt sich mit dem sauerstoffreichen Blut aus der Lunge im Körperkreislauf.
- Norwood-Stufe 3 (etwa zwei bis drei Jahre später, wird in einzelnen Kliniken unterschiedlich gehandhabt)
Der Flicken im Bereich des Vorhofes wird entfernt und die untere Hohlvene an die Lungenschlagader angeschlossen. Ein neuer Flicken wird seitlich in die Wand des Vorhofes eingenäht (intrakardialer Shunt). Im Sinne eines Überlaufventils (falls die Lunge das gesamte Blut noch nicht aufnehmen kann) wird ein kleines Loch in den Flicken gestanzt (Fenestrierung). Es verschließt sich entweder mit der Zeit von selber oder wird später mit einem Schirmchen verschlossen, wenn der Kreislauf stabil ist und es hämodynamisch wirksam ist. Die Kreisläufe sind jetzt getrennt. Es fließt kein Mischblut mehr. Das sauerstoffarme Blut fließt über untere und obere Hohlvene direkt in die Lungenschlagader. Das sauerstoffreiche Blut wird von der rechten Herzkammer in die Aorta gepumpt. Diese Operation wird auch (in einzelnen Kliniken ohne Einsatz der Herz-Lungen-Maschine) mit einem extrakardialen Shunt (Halbschale auf der Vorkammer) durchgeführt. Der häufig gebrauchte Terminus dafür ist TCPC = „Totale cavo-pulmonale Connection“. Die Schritte 2 und 3 entsprechen der Fontan-Operation.